# Partido Republicano-Socialista
El Partido Republicano-Socialista (en francés: Parti républicain-socialiste, abreviado: PRS) fue un partido político socialista francés durante la Tercera República Francesa fundado en 1911 y disuelta en 1934. 
Fundado por socialistas que se negaron a unirse a la Sección Francesa de la Internacional de los Trabajadores (SFIO), fundada en 1905, el PRS era un partido socialista reformista ubicado entre el SFIO y el Partido Socialista Radical. René Viviani, miembro del PRS, fue el primer Ministro de Trabajo Francés (Ministre du Travail et de la Prévoyance sociale) desde octubre de 1906 hasta julio de 1909).
El PRS se debilitó por una contradicción ideológica entre socialismo y reformismo en una era donde la división política era muy aguda. También sufrió una división organizacional entre aquellos que favorecían un partido unido y estructurado como el SFIO o un partido independiente con personalidades independientes. El partido se disolvió en 1934. 
En 1945, un intento no pudo recrearlo dentro del Consejo de los Republicanos de Izquierda. Varios miembros del PRS encabezaron gabinetes franceses, incluidos Viviani, Aristide Briand, Paul Painlevé, Alexandre Millerand y Joseph Paul-Boncour.